# Gymnasium Bežigrad
Das Gymnasium Bežigrad (slowenisch: Gimnazija Bežigrad) ist ein allgemeines staatliches Gymnasium. Es ist nach dem Bezirk Bežigrad in der slowenischen Hauptstadt Ljubljana benannt.
Seit Jahren hat es die strengste Zulassungsbeschränkung unter allen Mittelschulen in Slowenien sowie die beste durchschnittliche Abiturnote im Land. Das Gymnasium Bežigrad hat eine lange Liste prominenter ehemaliger Schüler aus allen Gebieten des öffentlichen Lebens. 

## Bildungsangebot
Neben dem allgemeinen Lehrplan slowenischer Gymnasien unterrichtet das Gymnasium alternativ auch nach dem Lehrplan für ein internationales Abitur (International Baccalaureate, IB). Dem Gymnasium Bežigrad angegliedert ist die internationale Schule für ausländische Schüler in Ljubljana.
Unter anderem haben die Schüler auch die Möglichkeit, das Deutsche Sprachdiplom (DSD II) zu erwerben.

## Geschichte
Die Geschichte des heutigen Gymnasiums Bežigrad begann mit der Eröffnung des deutschen Gymnasiums in Ljubljana mit mehrheitlich deutschen Lehrkräften und slowenischer Sprache nur als Wahlfach. Die deutsche Schule wurde schon 1918, nach dem Ende des Ersten Weltkriegs und der Österreich-Ungarischen Monarchie, geschlossen und vier Jahre später in die Realschule mit slowenischer Lehrsprache umbenannt. 
Das Gymnasium, das sich bis dahin in Vegova ulica (Vegova Straße) befand, und eine andere Jungenschule zogen 1936 in ein neues Gebäude im Bezirk Bežigrad, welches noch heute als zentraler Teil des Schulgebäudes dient. Das revolutionäre Objekt von Emil Navinšek war das erste korridorlose Schulgebäude der Welt.
Da die Anzahl der Schüler, Lehrer und Klassen allmählich wuchs, wurde die Schule 1940 in die 4. staatliche Realschule und das 3. Gymnasium geteilt.
Während des Zweiten Weltkrieges wurde die Schule von der Armee besetzt, der Unterricht war weitgehend gestört, danach unterbrochen. Nach dem Krieg meldete das nun koedukative Gymnasium aber wieder die Vorkriegszahlen an Schülern. 
Im Jahr 1990, ein Jahr vor der slowenischen Unabhängigkeitserklärung, erhielt das Gymnasium den heutigen Namen. Im gleichen Jahr hatten die Schüler erstmals die Möglichkeit, am Unterricht nach dem Lehrplan des Internationalen Abiturs (International Baccalaureate) unter der Schirmherrschaft von UNESCO und Vereinten Nationen teilzunehmen. Zwei Jahre später wurde auch die Internationale Schule eröffnet.
Im Herbst 1991 wurde der neue Anbau eröffnet und so der Unterricht am Nachmittag mehrheitlich abgeschafft. 1995 wurde der Sportkomplex eingeweiht.

## Berühmte Schüler
- Slavoj Žižek (* 1949), Philosoph
- Taja Kramberger (* 1970), Schriftstellerin
- Goran Vojnović (* 1980), Schriftsteller, Drehbuchautor und Filmregisseur
- Uroš Slokar (* 1983), Basketballspieler
- Erazem Lorbek (* 1984), Basketballspieler
- Sara Isaković (* 1988), Schwimmerin, olympische Silbermedaille 2008